# Saison 2 de The Cleaner
Chronologie
Saison 1
Cet article présente le guide des épisodes de la deuxième saison de la série télévisée The Cleaner.

## Épisodes

### Épisode 1:Un moment parfait
- États-Unis : 23 juin 2009 sur A&E
- France :
- * 2 février 2011 sur Série Club
- * 8 août 2012 sur M6

### Épisode 2:La Patrie reconnaissante
- États-Unis : 30 juin 2009 sur A&E
- France :
- * 2 février 2011 sur Série Club
- * 15 août 2012 sur M6

### Épisode 3:Les Nuits de Bombay
- États-Unis : 7 juillet 2009 sur A&E
- France :
- * 9 février 2011 sur Série Club
- * 22 août 2012 sur M6

### Épisode 4:Dernière Tournée
- États-Unis : 14 juillet 2009 sur A&E
- France :
- * 9 février 2011 sur Série Club
- * 29 août 2012 sur M6

### Épisode 5:Vices versa
- États-Unis : 21 juillet 2009 sur A&E
- France :
- 16 février 2011 sur Série Club
- 19 septembre 2012 sur M6

### Épisode 6:Pile ou Face
- États-Unis : 28 juillet 2009 sur A&E
- France :
- 16 février 2011 sur Série Club
- 26 septembre 2012 sur M6

### Épisode 7:Cœurs brisés
- États-Unis : 4 août 2009 sur A&E
- France :
- 23 février 2011 sur Série Club
- 3 octobre 2012 sur M6

### Épisode 8:Jeunesses perdues
- États-Unis : 11 août 2009 sur A&E
- France :
- 23 février 2011 sur Série Club
- 10 octobre 2012 sur M6

### Épisode 9:Au bout de la douleur
- États-Unis : 18 août 2009 sur A&E
- France :
- 2 mars 2011 sur Série Club
- 17 octobre 2012 sur M6

### Épisode 10:L'Oiseau de feu
- États-Unis : 25 août 2009 sur A&E
- France :
- 2 mars 2011 sur Série Club
- 24 octobre 2012 sur M6

### Épisode 11:Un autre combat
- États-Unis : 1er septembre 2009 sur A&E
- France :
- 9 mars 2011 sur Série Club
- 31 octobre 2012 sur M6

### Épisode 12:Le Chemin du serpent
- États-Unis : 8 septembre 2009 sur A&E
- France :
- 9 mars 2011 sur Série Club
- 7 novembre 2012 sur M6

### Épisode 13:La Fin du voyage
- États-Unis : 15 septembre 2009 sur A&E
- France :
- 16 mars 2011 sur Série Club
- 7 novembre 2012 sur M6